# جوي مكارثي
جوي مكارثي (بالإنجليزية: Joey McCarthy)‏ هو سائق سباق أمريكي، ولد في 7 أكتوبر 1972 في Mendham Township, New Jersey ‏ في الولايات المتحدة.

## وصلات خارجية
- جوي مكارثي على موقع Racing-Reference.info (الإنجليزية)
- جوي مكارثي على موقع DriverDB.com (الإنجليزية)